# University of California, Riverside

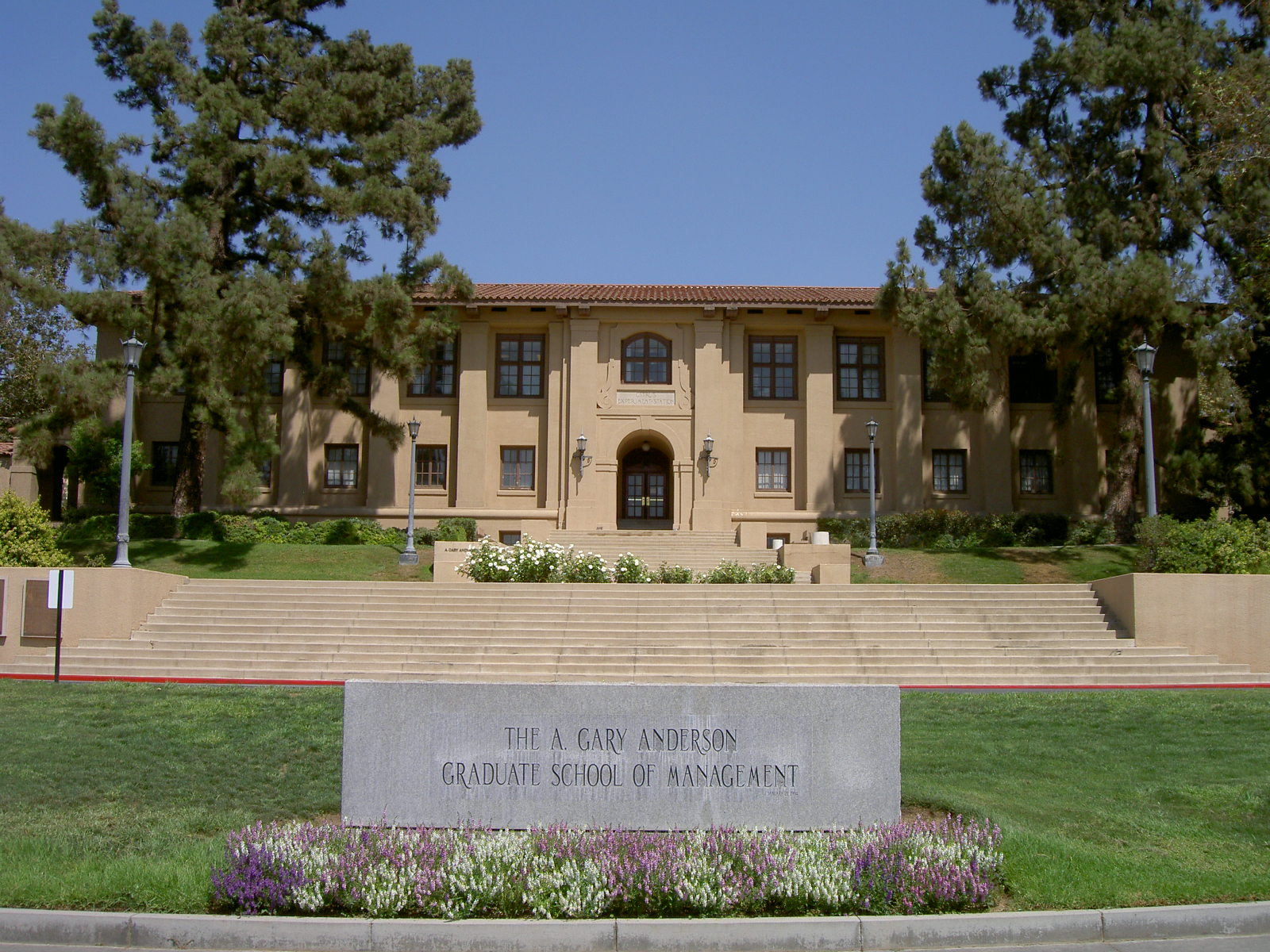
Gary Anderson Graduate School of Management

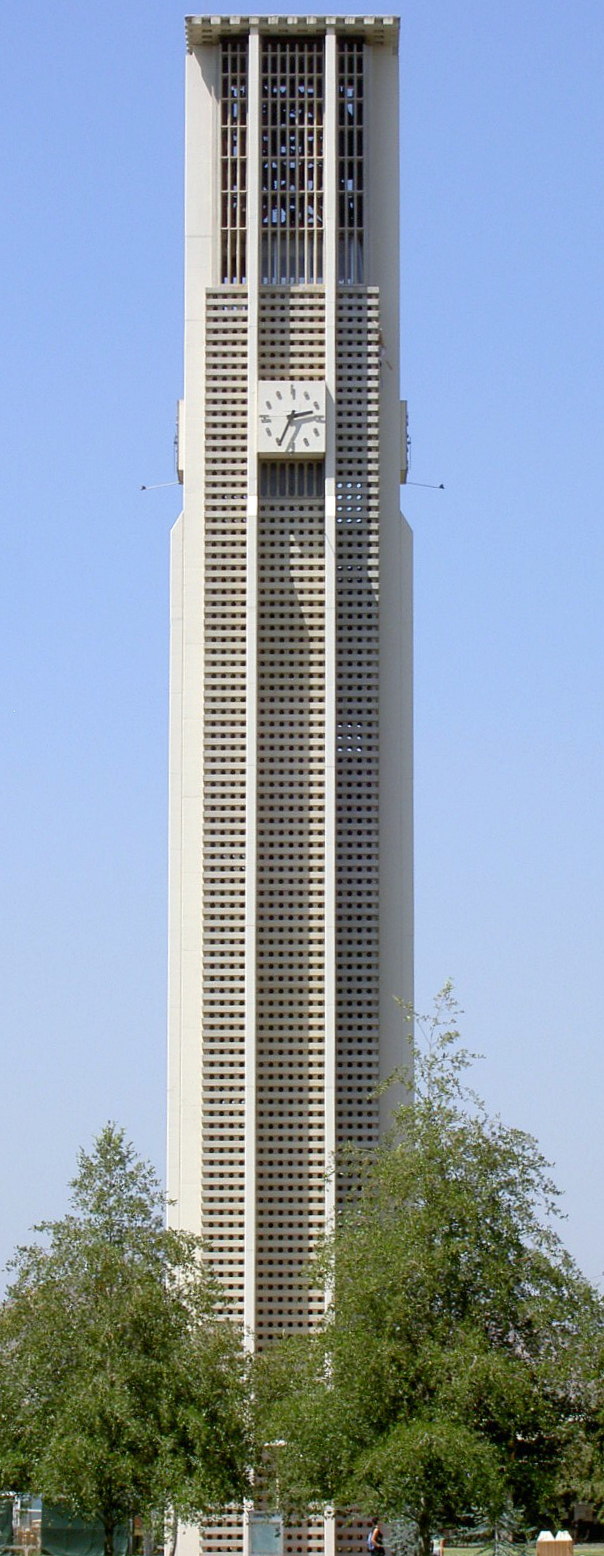
Bell Tower

Die University of California, Riverside (auch bekannt als UCR oder UC Riverside; deutsch Universität von Kalifornien, Riverside) wurde 1954 gegründet und gehört zur University of California (UC), einem System staatlicher Universitäten im US-Bundesstaat Kalifornien. Der Hauptcampus der Universität befindet sich in Riverside, eine Zweigstelle in Palm Desert. Im Frühling 2005 waren 16.622 Studenten an der Universität eingeschrieben.

## Geschichte
Die Wurzeln des Campus gehen zurück auf 1907, als die Regierung die Citrus Experiment Station errichtete, um die landwirtschaftlichen Probleme von Südkalifornien zu erforschen. 1948 wurde die Gründung des College of Letters and Science bewilligt, welches schließlich 1954 eröffnet wurde.

## Studienangebot
Das Studienangebot umfasst vor allem:
- Biomedizinwissenschaften
- Geisteswissenschaften, Künste und Sozialwissenschaften
- Ingenieurwissenschaften (Bourns College of Engineering)
- Medizin (2006 wurde der Plan zur Einrichtung einer medizinischen Fakultät vom UC Regents Board bestätigt)
- Natur- und Landwirtschaftswissenschaften
- Pädagogik (Graduate School of Education)
- Wirtschaftswissenschaften (A. Gary Anderson Graduate School of Management)
- Graduate Division
- University Extension

## Sport
Die Sportteams der UC Riverside nennen sich die Highlanders. Ihr Maskottchen ist Scatty, ein Tartan-tragender Bär. Die Universität ist Mitglied der Big West Conference.

## Berühmte Absolventen
- Billy Collins (* 1941), Schriftsteller
- Richard R. Schrock (* 1945), Nobelpreisträger für Chemie

## Professoren
- Karl A. Taube (* 1957), Archäologe
- John C. Baez (* 1961), Mathematiker
- Jeanette Kohl (* 1963), Kunsthistorikerin

## Britches
Britches war ein Affe, der zu Testzwecken an der UC Riverside gehalten wurde.
Direkt nach der Geburt trennte man Britches von seiner Mutter und nähte ihm seine Augenlider zu.
Aktivisten einer Tierbefreiungsorganisation befreiten Britches, entfernten die Nähte und konnten den Affen später auswildern.